# Список глав государств в 1500 году до н. э.

## Африка
- Древний Египет (XVIII династия) — Тутмос III, фараон (1503 — 1450 годы до н. э.)

## Азия
- Ассирия — Пузур-Ашшур III, царь (1521 — 1497 годы до н. э.)
- Иерусалим — Шашан (около 1500 года до н. э.)
- Мари — Адаси (около 1500 года до н. э.)
- Милет  — Анакт, легендарный царь (около 1500 года до н. э.)
- Митанни — Парсадаттар (около 1500 года до н. э.)
- Хеттское царство —
  1. Телепину, царь (около 1525 — 1500 годы до н. э.)
  2. Тахурваили, царь (около 1500 года до н. э.)
  3. Амувамнас (Аллувамна), царь (около 1500 — 1490 годы до н. э.)
- Элам — Кутир-Наххунте II, царь (1505 — 1500 годы до н. э.)

## Европа
- Афины — Эрихтоний, царь (около 1500 года до н. э.)
- Мегара — Кар, легендарный царь (около 1500 года до н. э.)